# Delostoma
Genre
Classification APG III (2009)
Delostoma est un genre de plantes à fleurs de la famille des Bignoniaceae.

## Liste d'espèces
Selon NCBI (6 Jul 2010) :
- Delostoma integrifolium
- Delostoma lobbii

Auxquels il faut peut-être ajouter
- Delostoma roseum